# 武州 (大中)
武州，唐朝时设置的州。
大中五年（851年），以原州之萧关县置武州，仅领萧关县（今宁夏海原县）。属关内道。中和四年（884年），陷吐蕃，侨治泾州的潘原县（今甘肃省平凉市四十里铺镇）。后周显德五年（958年），将武州废入潘原县，潘原县改属渭州。